# Goffredo Mameli

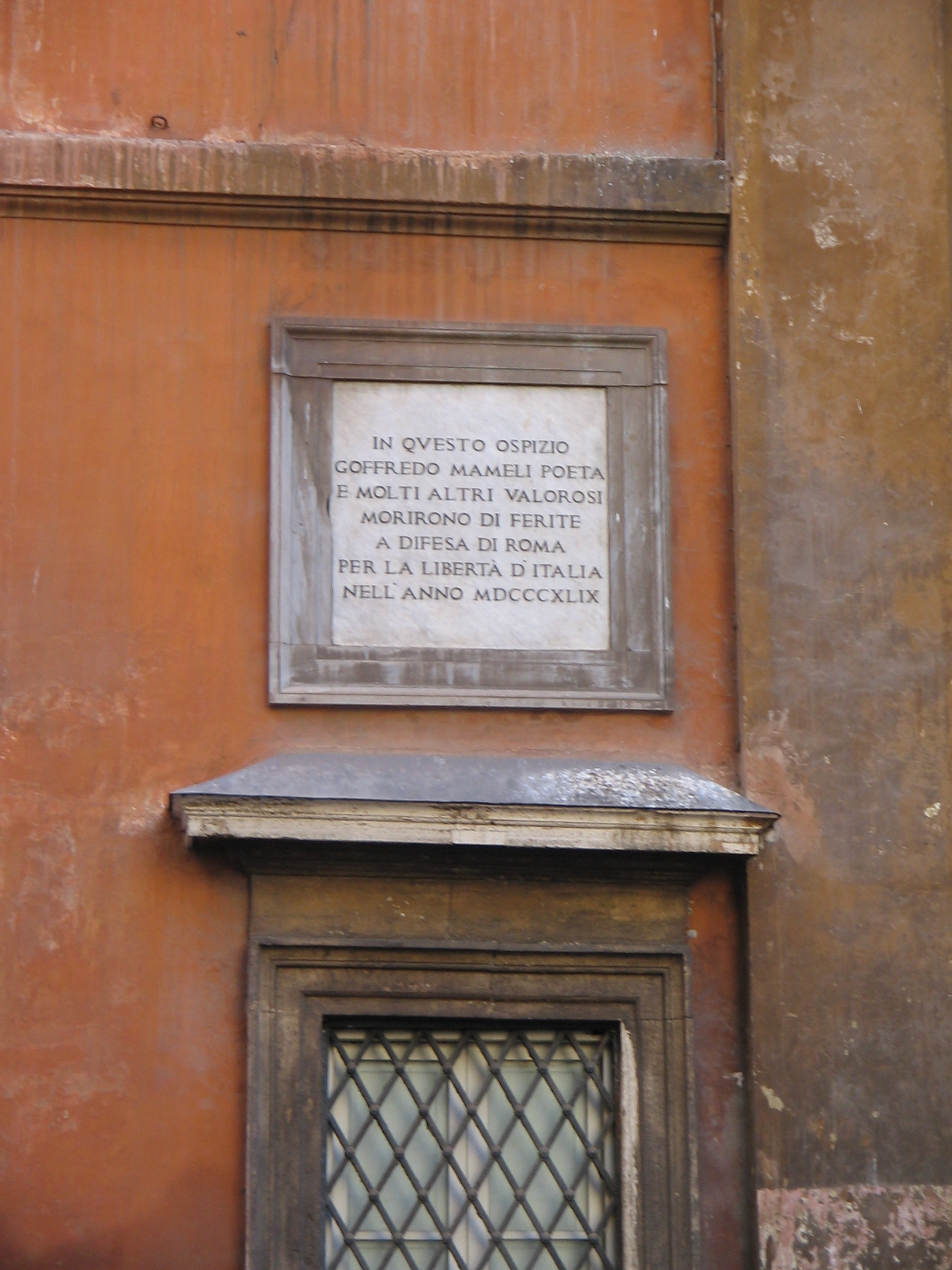
Minnesplakett över Goffredo Mameli.

Goffredo Mameli, född 5 september 1827 i Genua, Italien, död 6 juli 1849 i Rom, var en italiensk poet, patriot och kapten i det militära. Han skrev 1847 texten till Italiens nationalsång Il Canto degli Italiani.
Mameli anslöt sig till Risorgimento-rörelsen för Italiens enande. När Mameli 1848 fick höra om upproret mot österrikarna i Milano, samlade han ihop 300 patrioter för att undsätta revoltörerna och senare ansluta till Nino Bixios grupp.
Mameli, som hade kaptens grad i den militära truppen Bersaglieri, träffade senare samma år Giuseppe Garibaldi i Genova och blev en av hans starkaste anhängare. I januari 1849 kämpade Mameli tillsammans med Nino Bixio och Giuseppe Garibaldi mot fransmännens belägring av Rom.
Med sina patriotiska dikter sporrade Mameli sina landsmän till kamp för Italiens befrielse.
I juni 1849 råkade en av hans egna följeslagare såra honom med en bajonett. Skadan var inte i sig allvarlig, men en infektion drabbade såret, och Mameli avled på Ospizio della Santissima Trinità dei Pellegrini den 6 juli 1849. Några dagar innan han dog blev han befordrad till kapten i generalstaben.
Minnestavlans ord lyder:

IN QVESTO OSPIZIO

GOFFREDO MAMELI POETA

E MOLTI ALTRI VALOROSI

MORIRONO DI FERITE

A DIFESA DI ROMA

PER LA LIBERTÀ D’ITALIA

NELL’ANNO MDCCCXLIX